# هیئت حقوق شخصی مسلمانان هند
هیئت حقوق شخصی مسلمانان هند (انگلیسی: All India Muslim Personal Law Board) یک سازمان غیردولتی است که در سال ۱۹۷۳ توسط خانم ایندیرا گاندی، نخست‌وزیر آن زمان، برای اتخاذ استراتژی‌های مناسب برای حفاظت و تداوم کاربرد قوانین شخصی مسلمانان در هند، از همه مهم‌تر، اجرای قانون احکام اسلام در مورد مسلمانان در هند در امور شخصی در سال ۱۹۳۷، تأسیس شد.